# Batizovský štít
Die  Batizovský štít  (deutsch Botzdorfer Spitze) ist ein doppelgipfliger Berg im Hauptkamm der Hohen Tatra in der Slowakei. Sie ist 2448 m n.m. hoch und erhebt sich oberhalb der Täler Batizovská dolina im Süden und Kačacia dolina im Norden.
Von der benachbarten Samuel-Roth-Spitze (2616 m n.m.; Zadný Gerlachovský štít) und der Ententalspitze (2400 m n.m.; Kačací štít) ist die Botzdorfer Spitze durch die Bergsättel Westliche Botzdorfer Scharte (Západné Batizovské sedlo) bzw. Östliche Ententalscharte (Nižné Kačacie sedlo) getrennt. Im Süden ist dem Berg der alleinstehende Felsturm Kostolík (Kapelle) vorgelagert. Die Erstbegehung erfolgte durch K. Jurzyca mit dem Bergführer J. Galka am 13. Juni 1900.
Ein Aufstieg ist heute nur mit einem akkreditierten Bergführer möglich. Der Aufstieg führt üblicherweise vom Berghotel Sliezsky dom (deutsch Schlesierhaus) entlang der Magistrale (rote Wandermarkierung) zum Botzdorfer See (Batizovské pleso) und von dort durch das Botzdorfer Tal (Batizovská dolina).